# بيلي بيتس (لاعب كرة قاعدة)
بيلي بيتس (بالإنجليزية: Billy Bates)‏ هو لاعب كرة قاعدة أمريكي، ولد في 7 ديسمبر 1963 في هيوستن في الولايات المتحدة.

## وصلات خارجية
- بيلي بيتس على موقع دوري كرة القاعدة الرئيسي (الإنجليزية)
- بيلي بيتس على موقعبيزبول رفرنس.كوم (الدوري الرئيسي) (الإنجليزية)
- بيلي بيتس على موقعبيزبول رفرنس.كوم (الدوري الثانوي) (الإنجليزية)
- بيلي بيتس على موقع إي إس بي إن.كوم (أم.أل.بي) (الإنجليزية)